# YOLO (acronimo)
YOLO è l'acronimo di "you only live once" traducibile, letteralmente, in italiano come "tu vivi solo una volta", a volte tradotto in "si vive una volta sola" o  "si vive solamente una volta".

## Significato
Simile al carpe diem, esso significa che si dovrebbe godersi la vita, implicando però l'assunzione dei derivati rischi. La frase e l'acronimo sono entrambi utilizzati nella cultura giovanile, nel gergo di internet e nella musica. Grande popolarità gli è stata data, nel 2011, dalla canzone The Motto del rapper canadese Drake. Successivamente è divenuta popolare anche grazie al famoso cantante Zayn, ex membro della boy band One Direction, il quale la pronunciò durante una delle sue interviste. Lenni Kim, cantante canadese, ha intitolato YOLO un brano facente parte del suo album Les Autres.

## Storia
La parola "YOLO" è comunemente attribuita a Mae West, ma ci sono stati svariati utilizzi di varianti di questa frase, tra i quali la frase di Johann Wolfgang von Goethe "Nel mondo si vive una volta sola" (in tedesco Man lebt nur einmal in der Welt) nell'opera teatrale Clavigo del 1774, così come nel titolo di un valzer, Man lebt nur einmal! ("Si vive solo una volta!"), di Johann Strauss nel 1855. Un ristorante a Fort Lauderdale, in Florida, ha ottenuto i diritti del marchio della frase "YOLO" dal 2010.